# مهدی‌آباد (اشتهارد)
مهدی‌آباد (اشتهارد) روستایی در دهستان جارو بخش پلنگ‌آباد شهرستان اشتهارد استان البرز ایران است.
مهدی‌آباد اشتهارد دارای شهرک‌های صنعتی است.

## جمعیت
بر پایه سرشماری عمومی نفوس و مسکن در سال ۱۳۹۵ این روستا بدون جمعیت بوده‌است.